# Hoplopyga ravida
Hoplopyga ravida är en skalbaggsart som beskrevs av Oliver Erichson Janson 1881. Hoplopyga ravida ingår i släktet Hoplopyga och familjen Cetoniidae. Inga underarter finns listade i Catalogue of Life.